# Glavna cesta 111
Die Glavna cesta 111 (slowenisch für Hauptstraße 111) ist eine Hauptstraße zweiter Klasse in Slowenien.

## Verlauf
Die Straße, die teilweise durch die Schnellstraße Hitra cesta H6 ersetzt werden soll, führt von Izola westlich von Koper über Portorož zur slowenisch-kroatischen Grenze südlich von Sečovlje. Die Fortsetzung auf kroatischer Seite bildet die Državna cesta D200 nach Buje.
Die Länge der Straße beträgt 14,6 km.